# SKKH Atomówki GKS Tychy
SKKH Atomówki GKS Tychy - żeńska sekcja hokeja na lodzie klubu GKS Tychy.

## Informacje ogólne

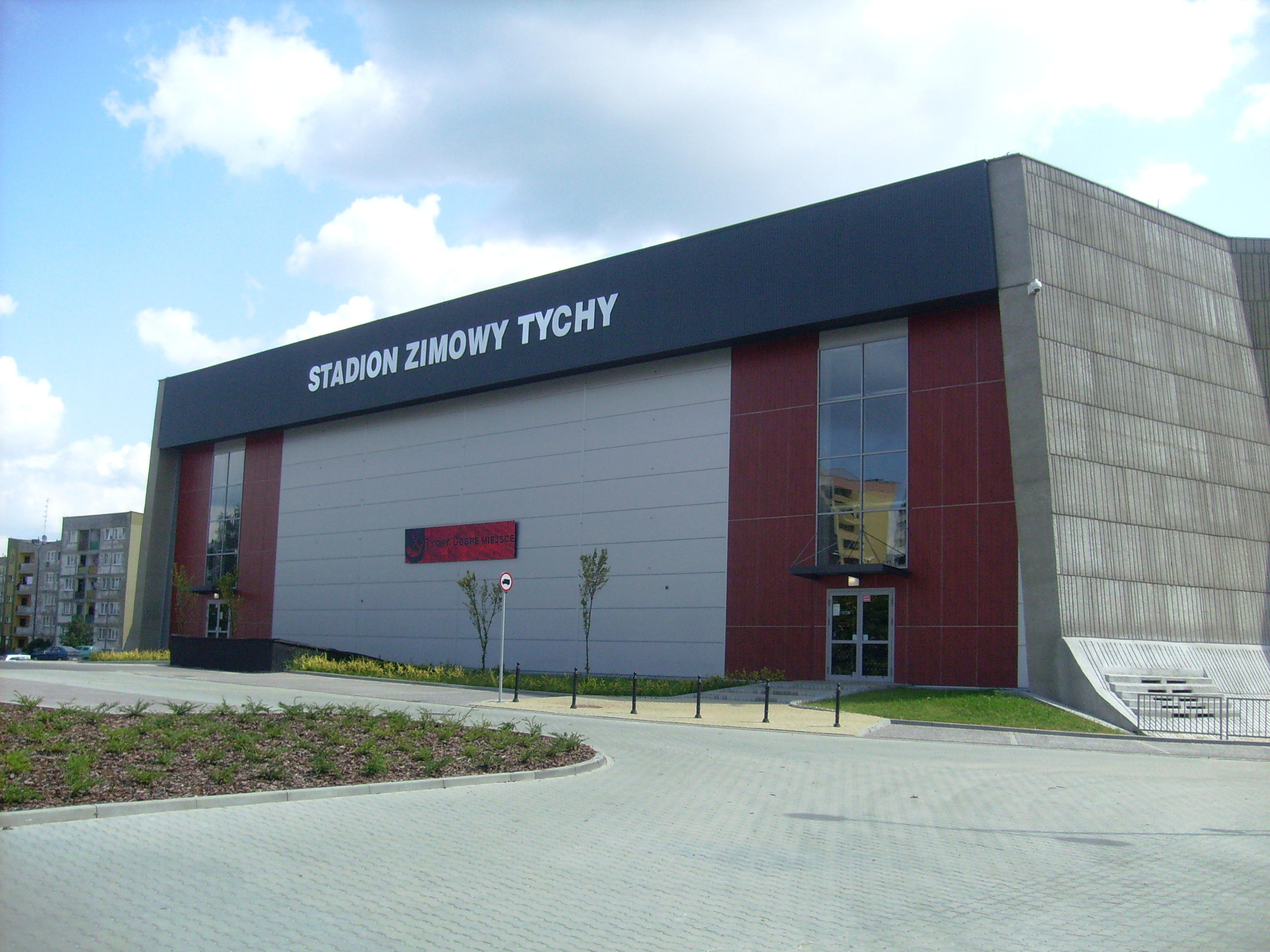
Stadion Zimowy w Tychach

- Nazwa: Stowarzyszenie Kobiecego Klubu Hokeja na Lodzie Atomówki GKS Tychy
- Rok założenia: 2004
- Barwy: zielono - czarno - czerwone
- Adres: ul. gen. Charlesa de Gaulle'a 2, 43-100 Tychy
- Stadion: Stadion Zimowy w Tychach

## Sukcesy
- Złoty medal mistrzostw Polski: 2007, 2008[1], 2009[2]
- Brązowy medal mistrzostw Polski: 2017, 2018, 2020, 2021

Inne sukcesy
- 1 Miejsce w I Turnieju Barbórkowym w Janowie (04.12.2005)
- 1 Miejsce w II Turnieju Barbórkowym w Janowie (09-10.12.2006r)
- 1 Miejsce w Turnieju Reebok Cup 2007 w Krakowie (21-22.04.2007)
- 3 Miejsce w Turnieju van Gansewinkel Hockey Cup w Krakowie (19.04.2008)
- 1 Miejsce w I Turnieju o Puchar Burmistrza Dzielnicy Śródmieście m. st. Warszawy (06-07.12.2008)
- 2 miejsce w I Ogólnopolskim Turnieju Hokeja na Lodzie Dziewcząt o Puchar Prezydenta Łodzi. (20.03.2011)
- 3 miejsce w Turnieju Hokeja Kobiet w Krakowie. (16.04.2011)
- 2 miejsce w I Ogólnopolskim Turnieju o Puchar Marszałka Województwa Śląskiego w Hokeju Kobiecym na Lodzie (01-02.09.2012)
- 2 miejsce Śląskiej Ligi Juniorek.

## Miejsca w lidze
| Sezon   | Rozgrywki  | Uzyskana lokata |
| ------- | ---------- | --------------- |
| 2007    | Turniej MP | 1               |
| 2007/08 | PLHK       | 1               |
| 2008/09 | PLHK       | 1               |
| 2009/10 | PLHK       | 6               |
| 2010/11 | PLHK       | 8               |
| 2011/12 | PLHK       | 7               |
| 2012/13 | PLHK       | 6               |
| 2013/14 | PLHK       | 5               |
| 2014/15 | PLHK       | 6               |
| 2015/16 | PLHK       | 4               |
| 2016/17 | PLHK       | 3               |
| 2017/18 | PLHK       | 3               |
| 2018/19 | PLHK       | 4               |
| 2019/20 | PLHK       | 3               |
| 2020/21 | PLHK       | 3               |
| 2021/22 | PLHK       | 5               |
| 2022/23 | PLHK       | 4               |
| 2023/24 | PLHK       | 5-8             |
| 2024/25 | PLHK       | 4               |

## Szkoleniowcy
Od początku istnienia trenerem zespołu był Adam Worwa. Szkoleniowcem został także Dariusz Garbocz.
Sezon 2022/2023 trenerzy: Dariusz Garbocz, Tomasz Cichoń, Arkadiusz Sobecki - bramkarki.

## Kadra w sezonie 2019/2020
| Sztab szkoleniowy: - Dariusz Garbocz - trener - Beniamin Sławiński - trener |  | Bramkarze: - Burda-Krokosz Małgorzata - Nowacka Amelia Obrońcy - Garbocz Oliwia - Marczyk Dominika - Pelic Klaudia - Sawicka Martyna - Kędra Wiktoria - Sobiegała Laura |  | Napastnicy - Churas Karolina - Łaskawska Sylwia - Toppinen Saara - Huchel Weronika - Gniza Amelia - Śliski Aleksandra - Rakoczy Amelia - Manilewska Patrycja - Wawrzonkowska Maja - Frankowska Laura - Kryjomska Sonia - Solecka Adriana - Górska Aleksandra |

## Kadra w sezonie 2016/2017
| Sztab szkoleniowy: - Dariusz Garbocz - trener - Katarzyna Frąckowiak - asystentka trenera |  | Bramkarze: - Burda-Krokosz Małgorzata - Katarzyńska - Goj Joanna - Harańczyk Natalia Obrońcy - Garbocz Oliwia - Marczyk Dominika - Sztyper Paulina - Musioł Klaudia |  | Napastnicy - Frąckowiak Katarzyna - Dziedzioch Agnieszka - Łaskawska Sylwia - Kosma Karolina - Nadzimek Agnieszka - Ogłaszewska Karolina - Kulas Paulina - Urbańska Pamela - Zielińska Małgorzata - Sosnowska Nicole - Kopciara Alicja - Kędra Wiktoria - Solecka Adriana - Górska Aleksandra |